# Marco Pelliccioli
Marco Pelliccioli (Seriate, 25 novembre 1982) è un poeta e scrittore italiano.

## Biografia
Nato a Seriate, nella provincia di Bergamo, ha conseguito la laurea triennale in Lettere presso l'Università degli Studi di Bergamo e la laurea specialistica in Cinema e letteratura presso l'Università degli Studi di Roma "La Sapienza". 
Il suo esordio letterario è avvenuto nel 2014 con la raccolta C’è Nunzia in cortile, edita da LietoColle e premiata con il Premio Albero Andronico. Ad esse sono seguiti il romanzo A due passi dal treno (Ed. Eclissi), segnalato dal Premio Calvino, e le raccolte poetiche L’orfano (LietoColle-Pordenonelegge 2016, Premio Colline di Torino), L’inganno della superficie (Stampa2009, 2019, Cinquina finalista Premio Città di Acqui Terme), la plaquette Il sogno del pesce gatto (Stampa2009, 2023) e Nel concerto del tempo (Mondadori, Lo Specchio, 2024; secondo classificato Premio internazionale Gradiva, terzo classificato Concorso nazionale di Poesia e Narrativa “Guido Gozzano”, menzione speciale Premio letterario Camaiore - Francesco Belluomini, finalista Premio internazionale "Europa in versi" ). Le sue poesie sono state tradotte in diverse lingue, tra cui lo spagnolo, il greco moderno, il romeno, il tedesco, il francese e l'inglese. 
Inoltre ha scritto racconti per ragazzi (editi da Gallucci, Einaudi, Sanoma) ed è presente in Giovane poesia italiana (Pordenonelegge 2020), tradotta in inglese, francese, spagnolo e tedesco. Collabora con quotidiani e riviste, per i quali scrive recensioni e articoli dedicati alle principali figure poetiche del Novecento italiano. A Milano, ha curato diverse iniziative culturali, come i corsi annuali di “Poesia italiana e straniera dal Novecento a oggi” per il Teatro Fontana e la rassegna “Nuove questioni di poesia” per la Casa della Cultura. Dall’autunno 2024 è direttore organizzativo della Casa della Poesia di Milano. 

## Opere

### Poesia
- C'è Nunzia in cortile, Como, Faloppio, LietoColle, 2014, ISBN 9788878488540
- L'orfano, Pordenone, LietoColle-Pordenonelegge, Collana Gialla, 2016, ISBN 9788878489912
- L'inganno della superficie, Azzate, Varese, Stampa2009, 2019, ISBN 9788883360596
- Il sogno del pesce gatto, Azzate, Varese, Stampa2009, 2023, ISBN 9788883363306
- Nel concerto del tempo, Milano, Mondadori, Collana Lo Specchio, 2024, ISBN 9788804788430

### Narrativa
- A due passi dal treno, Milano, Eclissi, 2015, ISBN 9788895200910

### Racconti
- Il signor Vezio, in AA.VV., Racconti sotto l'albero, Roma, Gallucci Bros, 2022 ISBN 8836248314
- La scala di Rosso, Ogni maledetto sabato, in AA.VV. Al centro della storia a cura di Linda Cavadini, Loretta De Martin, Roberta Roveda, Nicola Terenzi, Milano, Sanoma, Ed. Scolastiche Bruno Mondadori, 2023
- L'ultima estate, Bolle tra le sbarre, in AA.VV., BookShake, 1, Pink, a cura di Elena Peduzzi, San Dorligo della Valle, Trieste, 2024, Einaudi ragazzi, ISBN 9788866568766
- Prendere o lasciare?, in AA.VV, BookShake, 4, Yellow, a cura di Daniele Nicastro, San Dorligo della Valle, Trieste, 2024, Einaudi ragazzi, ISBN 9788866568797
- Zufolo, in AA.VV., BookShake, 5, Blue, a cura di Gisella Laterza, San Dorligo della Valle (TS), Trieste, 2024, Einaudi ragazzi, ISBN 9788866568803